# Tatiana Denize
Pour les articles homonymes, voir Denize.
Tatiana Denize (née le 13 juillet 1973 à Harfleur) est une athlète française, spécialiste de la marche athlétique.

## Biographie
Elle est sacrée championne de France du 20 kilomètres marche en 2004 à Sotteville-lès-Rouen.